# Dorfkirche Ahlsdorf

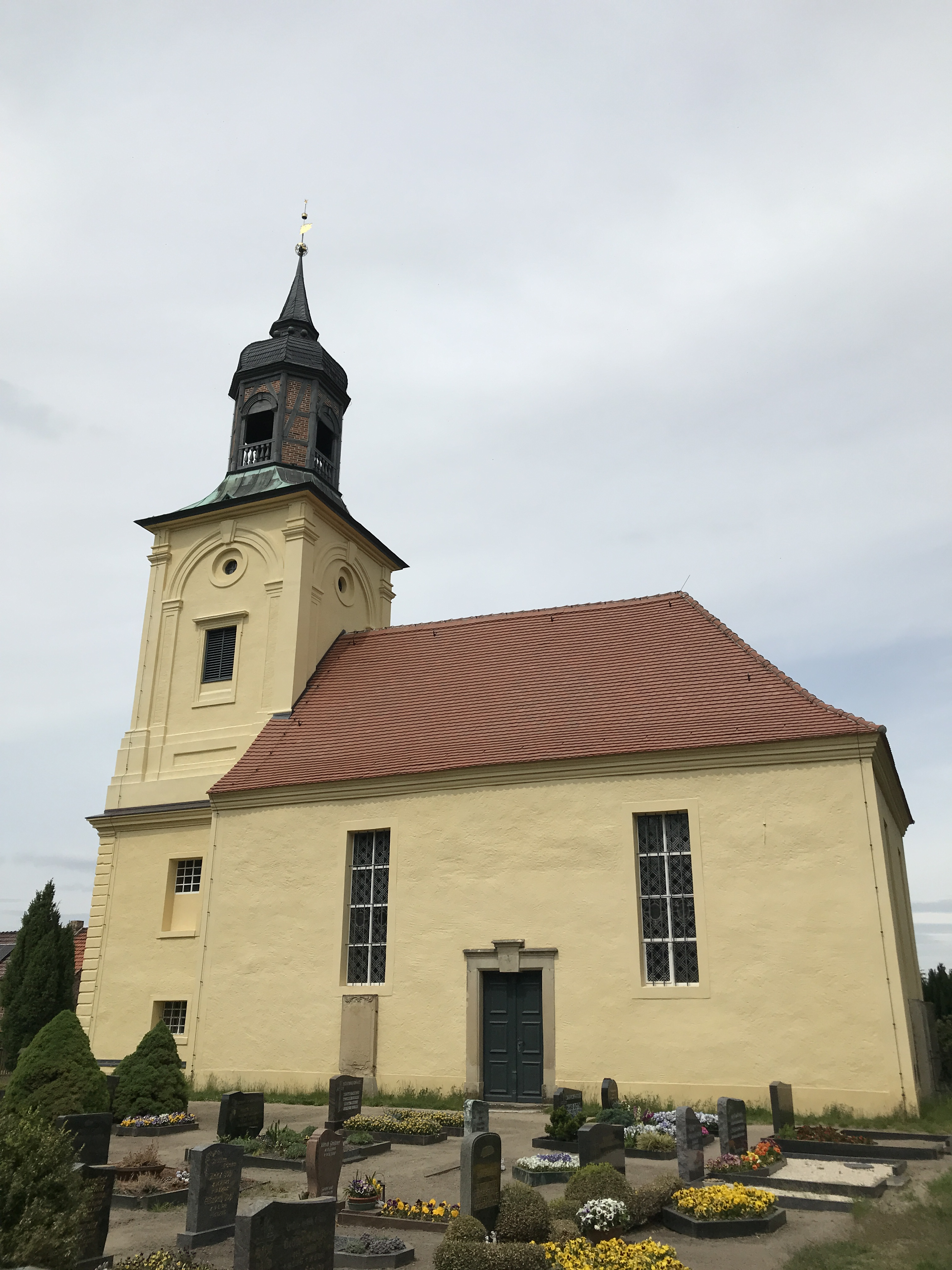
Dorfkirche Ahlsdorf

Die evangelische Dorfkirche Ahlsdorf ist eine Feldsteinkirche aus dem 14. Jahrhundert in Ahlsdorf, einem Ortsteil der Stadt Schönewalde im Landkreis Elbe-Elster im Land Brandenburg. Die Kirchengemeinde gehört zum Pfarrbereich Schönewalde im Kirchenkreis Bad Liebenwerda der Evangelischen Kirche in Mitteldeutschland.

## Lage
Die Kreisstraße 6251 führt als Thomas-Müntzer-Straße in Nord-Süd-Richtung durch den Ort. Im historischen Zentrum zweigt die Parkstraße nach Osten hin zum Schloss Ahlsdorf ab. Die Kirche steht nordöstlich dieser Kreuzung auf einem Grundstück mit einem Kirchfriedhof, der mit einem Zaun eingefriedet ist.

## Geschichte
Das Bauwerk entstand im 14. Jahrhundert und wurde 1710 durch die Ministerialenfamilie von Seyffertitz umgebaut. In diesem Jahr wurden die beiden Süd-, das Nord- sowie die beiden Ostfenster rechteckig vergrößert. Zu einer früheren Zeit gab es an der Nordwand eine Patronatsloge, die jedoch nicht mehr vorhanden ist. Im Jahr 1717 kam ein Westturm hinzu.
Von 1907 bis 1908 wurde die Kirche auf Initiative der aus Mainz stammenden Elise Görz, Ehefrau von Georg von Siemens, unter der Leitung des Berliner Architekten Heinrich Schmieden restauriert. Dabei entstand im Westen des Bauwerks unter Verwendung älterer Teile eine Empore. Neu errichtet wurde die Nordempore, unter der ein Patronatsstuhl platziert wurde. Das Bauwerk erhielt neue Fenster und eine Muldendecke.
In den 1970er Jahren wurden einige Wasserschäden nur provisorisch repariert und das Bauwerk nahm nach und nach Schaden. 2011 stürzten Teile der Decke ein, so dass die Kirche für Besucher gesperrt werden musste. In den Jahren 2012 bis 2014 fand eine grundlegende Sanierung statt, die mit einem Festgottesdienst am 31. August 2014 abgeschlossen wurde.

## Baubeschreibung

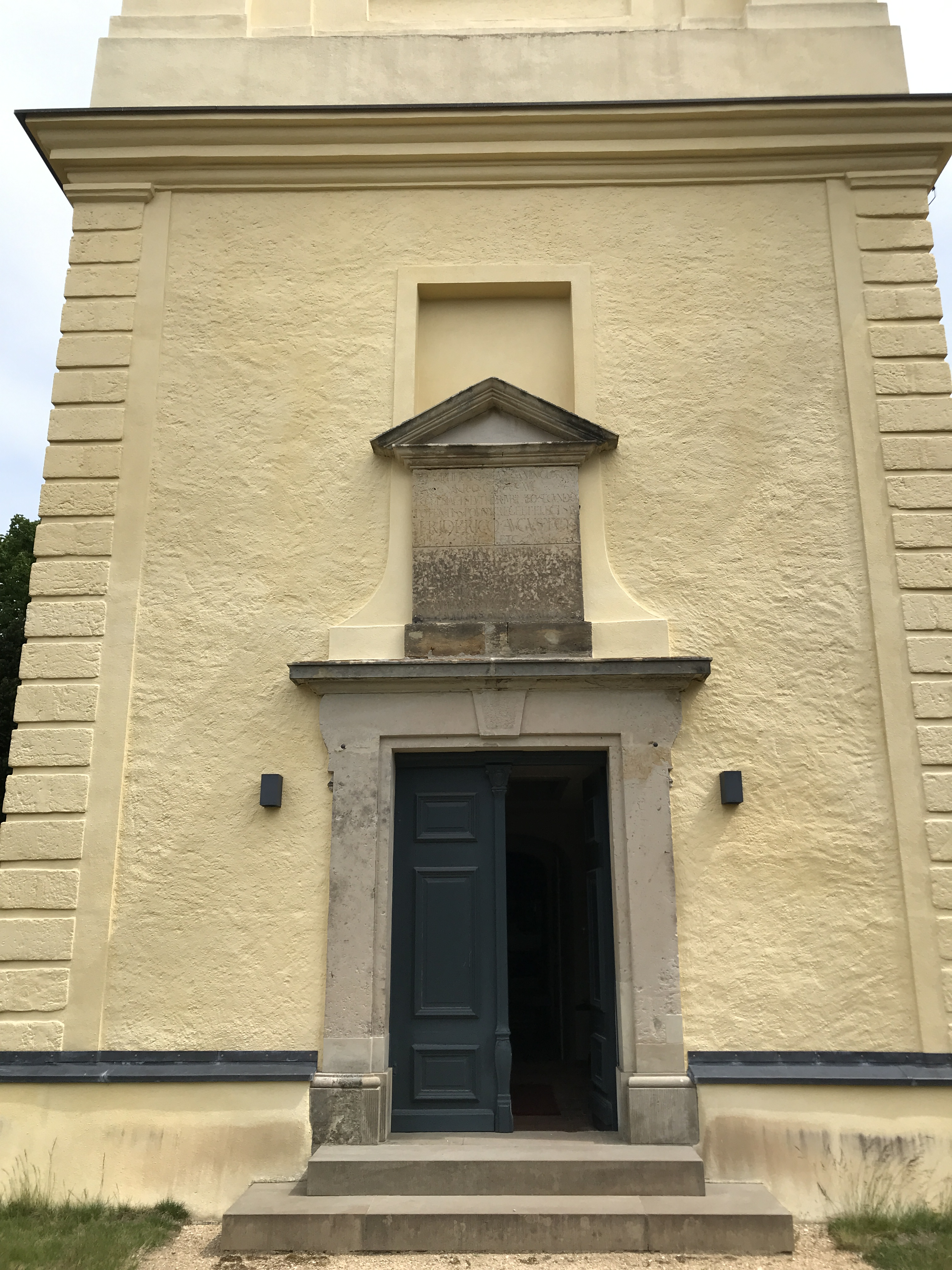
Westportal

Das Bauwerk entstand aus Feldsteinen, die anschließend verputzt wurden. Der Chor ist gerade und nicht eingezogen. Am Chorschluss sind zwei große, hochrechteckige Fenster, deren Form durch verputzte Faschen nochmals betont werden. Gleiches gilt für den Sockel sowie die Ecken, die ebenfalls mit einem dünn aufgetragenen Putz hervorstehen. Am Übergang zum Dach ist eine umlaufende Voute.
Das Kirchenschiff hat einen rechteckigen Grundriss. An seiner Nordwand ist ein weiteres hochrechteckiges Fenster; an der Südwand zwei. Dort ist mittig eine doppelflügelige Pforte mit einem betonten Schlussstein.
Der gegenüber dem Schiff eingezogene Kirchturm hat einen quadratischen Grundriss. Er kann durch ein großes Portal von Westen her betreten werden. Darüber ist eine von einer Verdachung bekrönte Inschrifttafel in einer rechteckigen Blende angebracht. Die Ecken sind im unteren Geschoss mit einem Quaderputz verziert. An der Nord- und Südseite sind je zwei übereinander angeordnete, kleine und querrechteckige Fenster, von denen das tiefere an der Nordseite zugesetzt ist. Oberhalb folgt ein Gesims, das die Voute des Kirchenschiffs aufnimmt. Das darüberliegende Geschoss ist reichhaltig verziert. Die Ecken sind mit Pilastern betont, die eine große, halbkreisförmige Blende mit einer mittig angebrachten, rechteckigen Klangarkade einfassen; darüber befindet sich ein Ochsenauge. Der Turm schließt mit einer geschweiften Turmhaube mit Turmkugel, Wetterfahne und Stern ab.

## Ausstattung

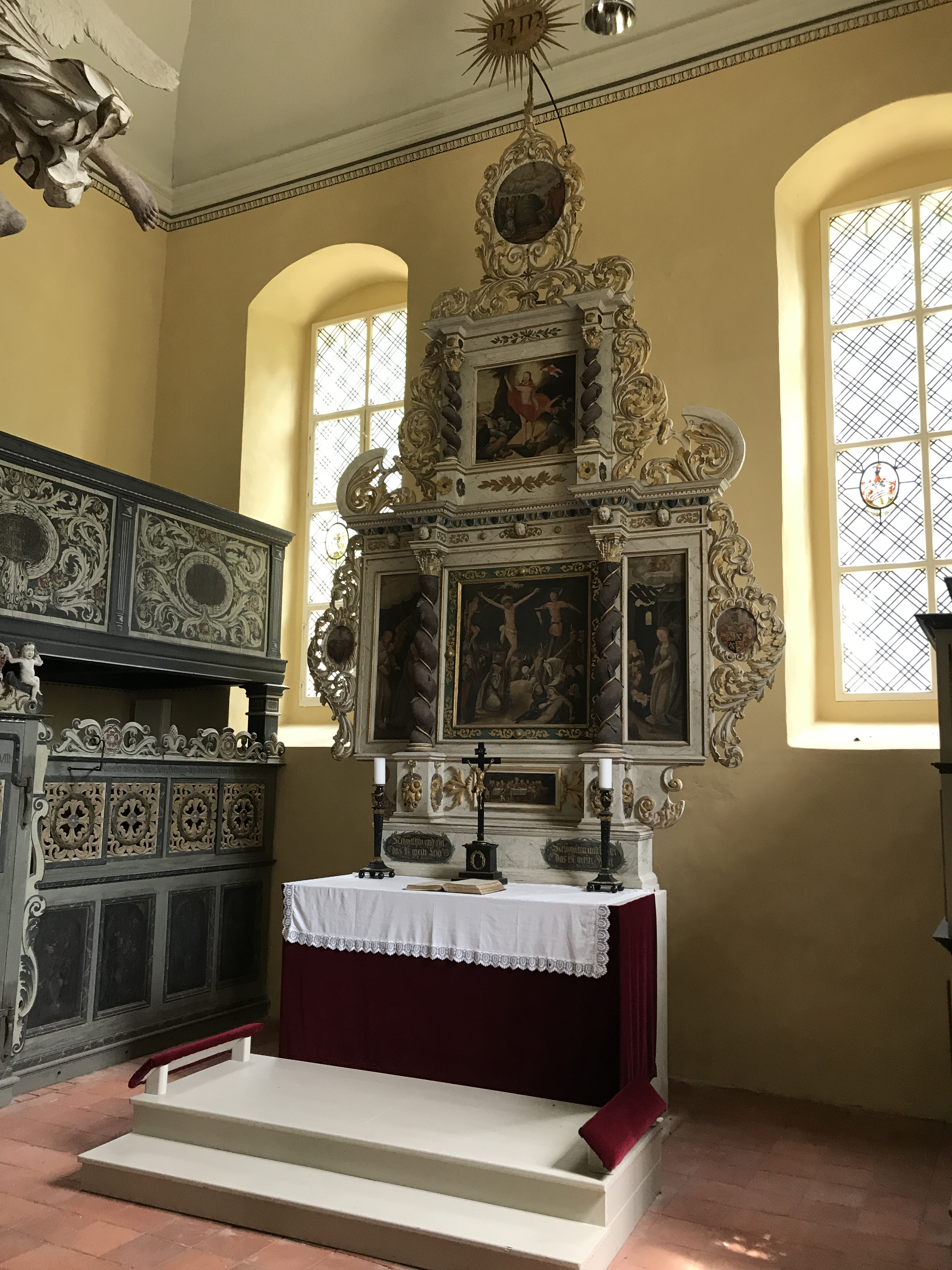
Altar

Das hölzerne Altarretabel stammt aus dem Jahr 1710, bezieht aber Bildtafeln aus einem Flügelaltar aus dem Jahr 1624 ein. In der Predella ist das Abendmahl Jesu abgebildet. Darüber sind zwei gedrehte und mit Weinlaub verzierte Säulen, zwischen denen im Altarblatt die Kreuzigungsgruppe abgebildet ist. Die seitlich angebrachten und verzierten Wangen zeigen die Verkündigung des Herrn. Der Altarauszug zeigt Auferstehung Jesu Christi, gefolgt von der Himmelfahrt in einem aufgesetzten, krönenden Medaillon.
Der polygonale Kanzelkorb steht auf einer schlanken, mit Putten verzierten Säule. An den Brüstungsfeldern sind der Erlöser sowie die vier Evangelisten abgebildet, am Aufgang die Apostel Paulus, Thomas und Simon. An der Rückwand ist ein Bild Moses zu sehen. Die Kanzel ist nach Osten hin mit einer Patronatsloge aus den Jahren 1907/1908 verbunden. Zur weiteren Kirchenausstattung gehört ein schlichter, pokalförmiger Taufstein, ebenfalls aus den Jahren 1907/1908. Darüber schwebt ein hölzerner Taufengel aus der ersten Hälfte des 18. Jahrhunderts.

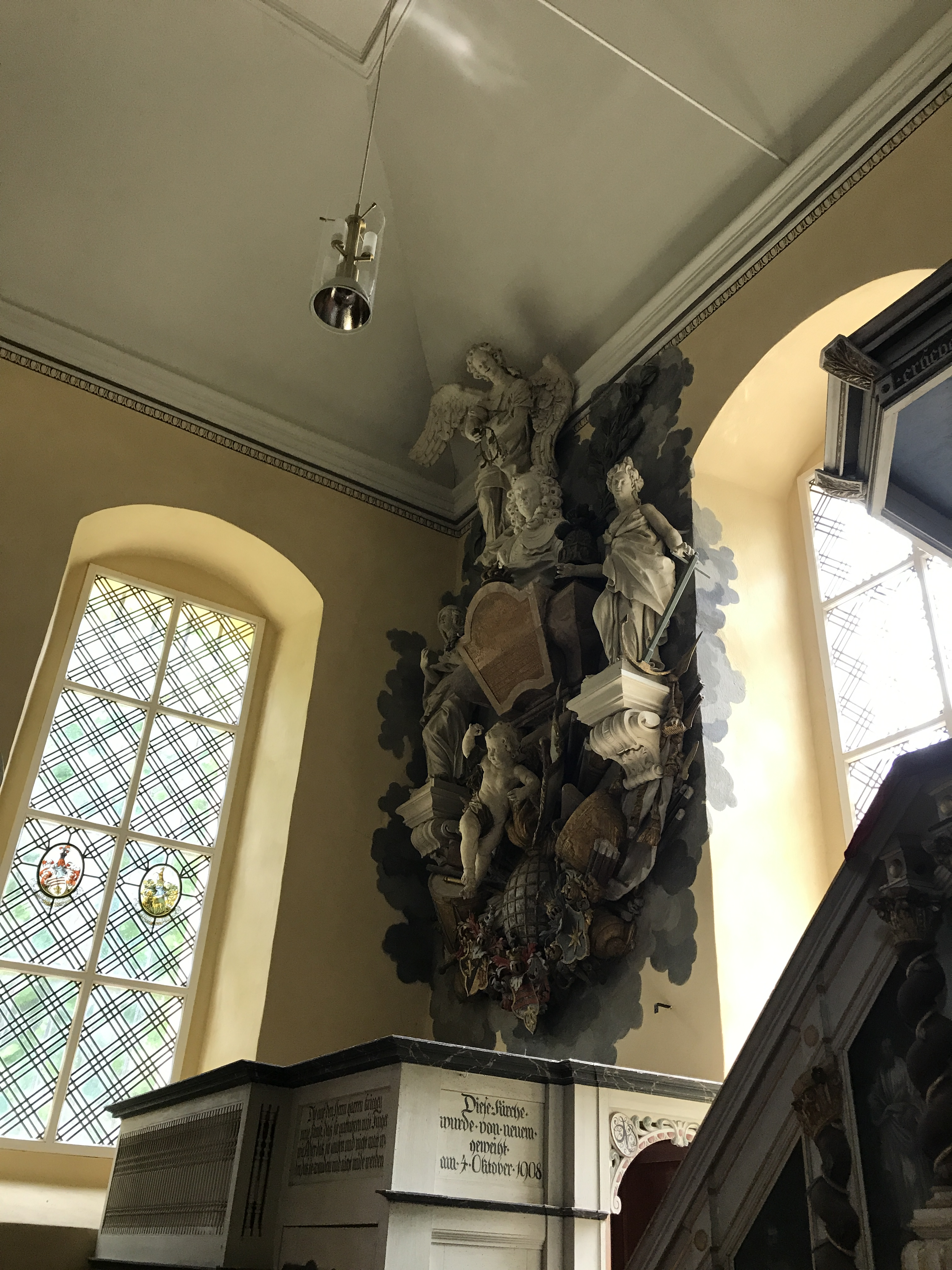
Epitaph für Anton Friedrich von Seyffertitz

Zwei barocke Epitaphe aus den Jahren 1732 und 1736 erinnern an einstige Kirchenpatrone. An der Südwand hängt ein Bildnismedaillon, das den 1736 verstorbenen Joachim Hennig von Seyffertitz-(Nebendorf) erinnert. Unterhalb seines Bildnisses ist eine Vitentafel angebracht, die von Putten und Engeln begleitet wird. Sie wird von Kriegstrophäen geschmückt; darunter ein weiterer Engel, der die Wappen des Verstorbenen sowie seiner beiden Ehefrauen trägt. Östlich davon erinnert ein weiteres Epitaph an den 1732 verstorbenen Anton Friedrich von Seyffertitz. Es besteht aus einer Büste; darunter ebenfalls eine Vitentafel, die von den allegorischen Figuren Glaube und Hoffnung begleitet wird. Darunter sind ebenfalls Kriegstrophäen, ein Engel und die Wappen des Verstorbenen und seiner beiden Ehefrauen. Ein ovales Epitaph an der Nordwand unterhalb der Empore erinnert an den 1857 verstorbenen Anton Sigismund von Seyffertitz. Weiter westlich hängt ein Grabstein mit vier Wappenreliefs an seinen Ecken an einen 1683 Verstorbenen. Ein hölzernes Totenschild erinnert an den 1699 verstorbenen Wolff Heinrich I. von Löser. Die Fenster sind mit sechs Wappenscheiben geschmückt, die die Familienwappen der Patronatsfamilien zeigen. Ein geschmiedeter Kronleuchter mit 18 Armen stammt aus den Jahren 1907/1908.
Die Orgel ist eine Stiftung von Marie Wiegang, geborene von Siemens. Im Turm hängen drei Eisenglocken, die im Jahr 1921 in der Kunst- und Glockengießerei Lauchhammer entstanden.
An der Ostwand stehen mehrere, teilweise stark verwitterte Epitaphe. Einer erinnert an H. v. Löser, der im späten 15. Jahrhundert starb; ein weiterer an einen Toten aus dem 18. Jahrhundert. An der Südwand des Langhauses steht ein weiteres Epitaph aus dem Jahr 1769 sowie ein Inschriftengrabstein aus dem 18. Jahrhundert. Nördlich des Bauwerks erinnert ein Denkmal an die Gefallenen der Weltkriege.

## Würdigung
Das Brandenburgische Landesamt für Denkmalpflege und Archäologische Landesmuseum (BLDAM) würdigt die reiche barocke Ausstattung, darunter insbesondere die Wandepitaphien, die „zu den qualitätsvollsten in brandenburgischen Dorfkirchen“ gehören. Sie spiegeln „die Bedeutung der im Schloss ansässigen Adelsfamilie von Seyffertitz wider“. Das BLDAM lobt weiterhin die „einfühlsame Ausstattung“, die unter dem Patronat der Familie von Siemens Anfang des 20. Jahrhunderts vorgenommen wurde. Sie verbinde „barocke Ausstattungsstücke“ mit der „damals modernen Raumfassung zu einer gestalterisch und künstlerisch überzeugenden Geschlossenheit“.